# Turpal-Ali Atgheriev
Turpal-Ali Atgheriev (n.1969, d. 18 august 2002) este fostul vice prim-ministru și ministru al Siguranței Naționale a Republicii Cecenia. Numele său este ortografiat uneori și Turpal Atgheriev.

## Biografie
Atgheriev, fost agent de circulație sovietic, a fost un veteran al Războiului din Abhazia. În timpul Primului Război Cecen el a coordonat toate unitățile care au luat parte la luptele din Groznîi și a servit drept comandant militar al Raionului Șelkovski din Cecenia, poziție din care a fost implicat, în 1996, în criza ostaticilor de la Kizliar și Pervomaiskoe din Daghestan. Ulterior el a devenit vice prim-ministru în guvernul președintelui Aslan Mashadov.
În iulie 1999, în timp ce încerca să inițieze un dialog cu partea rusă, Atgheriev a fost pentru scurtă vreme arestat pe aeroportul Vnukovo din Moscova, împreună cu adjunctul procurorului-general Adam Torhașev și alți doi oficiali de la biroul moscovit al Ministerului Cecen de Interne. Atgheriev a declarat în două rânduri presei rusești că l-a alertat pe atunci directorul Serviciului Federal Rus de Securitate, Vladimir Putin, în vara anului 1999, despre iminenta incursiune în Daghestan a militanților islamiști ceceni. Atgheriev nu a luat parte activă în Al Doilea Război Cecen (la acea vreme nu mai avea alți oameni înarmați în subordine în afara gărzilor de corp personale). Cu toate acestea, el a fost în mod fals implicat în scandalosul schimb de prizonieri al lui Andrei Babițki, un jurnalist rus răpit de armata rusă.
Atgheriev, pe care Nezavisimaia Gazeta îl considera „ultimul membru în viață al conducerii cecene care este loial fără echivoc președintelui Aslan Mashadov”, a fost capturat în octombrie 2000 și condamnat la 15 ani de închisoare. Pe 18 august 2002, în timp ce își executa sentința la închisoarea din Ekaterinburg, Atgheriev a murit în mod misterios din cauza unei „hemoragii interne” atribuită leucemiei, deși anterior condamnării starea lui de sănătate era perfectă. Vice prim-ministrul cecen Ahmed Zakaev a acuzat autoritățile ruse de asasinarea lui Atgheriev. Rudele lui au susținut chiar că a fost torturat până a murit. Cazul a fost subliniat de Grupul pentru Apărarea Drepturilor Omului „Memorial” într-o scrisoare deschisă adresată președintelui Putin.